# Kockot
Das Naturschutzgebiet Kockot liegt auf dem Gebiet der Gemeinde Märkische Heide im Landkreis Dahme-Spreewald in Brandenburg.
Das rund 286,8 ha große Gebiet mit der Kenn-Nummer 1255 wurde mit Verordnung vom 1. Oktober 1990 unter Naturschutz gestellt. Das Naturschutzgebiet erstreckt sich westlich von Kuschkow, einem Ortsteil der Gemeinde Märkische Heide. Am nördlichen Rand des Gebietes verläuft die B 179 und am südwestlichen Rand die Landesstraße L 42. Westlich fließt die Spree und durch das Gebiet hindurch die Pretschener Spree, ein Seitenarm der Spree.

## Bedeutung
Das Gebiet wurde unter Schutz gestellt, um „die Funktion einer Kernzone innerhalb des „Biosphärenreservates Spreewald“ zu erfüllen. Insbesondere werden naturnahe Stieleichen-Hainbuchen- und Erlen-Eschen-Wälder auf Niedermoor-, Moorgley- und Anmoorstandorten der direkten menschlichen Einflussnahme entzogen und langfristig der natürlichen Entwicklung überlassen.“